# Eric Woolfson
Eric Woolfson va ser compositor, cantant i cofundador del grup The Alan Parsons Project nascut el 18 de març del 1945 a Glasgow, Escòcia i mort el 2 de desembre de 2009 a l'edat de 64 anys.

## Biografia
Quan Eric Woolfson, que prové d'una família jueva, era petit tenia un oncle que tocava el piano i del seu exemple va treure la voluntat de fer-se, de gran, músic. Per desgràcia aviat va abandonar les classes que li donava el seu oncle i va decidir ser autodidacta, quelcom molt meritós si tenim en compte que no sabia ni llegir les partitures.
D'adolescent va fer una incursió totalment fracassada en la professió de comptable. Quan ho va deixar va dir que hauria estat un millor aprenent en un circ. Poc després, als 18 anys, va anar a Londres i es va instal·lar al carrer Denmark també conegut com a Tin Palley Alley.
Un cop allà va trobar feina com a pianista i va poder treballar amb músics com Jimmy Page i John Paul Jones, que poc després formaria part de la banda Led Zeppelin. John Paul Jones va aconseguir que Eric pogués tenir una reunió amb el llegendari productor i co-manager dels Rolling Stones, Andrew Loog Oldham. Després d'estar esperant durant més de quatre hores, Oldham finalment va aparèixer i va demanar a Woolfson que li toqués el que havia escrit. Després d'haver tocat una sola cançó, Oldham es va posar dret, va dir que parés i li va dir «You're a fucking genius!» (Ets un cony de geni!) i immediatament li va oferir un contracte per tal que treballés en la nova companyia que havia fundat, Immediate Records. Oldham va demanar a Woolfson que compongués temes per alguns músics força coneguts com a Marianne Faithfull, Frank Ifield, Jo Dassin, The Tremeloes, Marmalade i Dave Berry. Una de les seves composicions va arribar a les mans de Mick Jagger, cantant dels Rolling Stones, que va decidir incloure-la a la cara B del primer àlbum que Jagger produïa per un altre músic, en aquest cas Chris Farlowe.
Aleshores Eric Woolfson va firmar alguns contractes amb altres companyies i el seu repertori va créixer de forma exponencial i es va repartir per tot el món. Gràcies al contracte que va firmar amb la companyia Southern Music, va conèixer dos autors desconeguts aleshores com Tim Rice i Andrew Lloyd Webber. D'aquests amics seus, Woolfson sempre recorda que ambdós van prendre la decisió, poc després, de deixar d'escriure temes per altres músics i dedicar-se als musicals, on les seves creativitats eren molt més lliures. Woolfson en va prendre bona nota, ja que des d'aquell moment sempre va tenir la idea d'escriure, algun dia, un musical.
El 1965 Eric Woolfson va ser contractat per l'agència musical de Manchester Kennedy Street Enterprises. Hi va poder treballar amb els Herman's Hermits. Tot i participar en un principi com a pianista convidat, Woolfson esperava molt fer-se membre fix de la banda. Com que no li garantien el lloc va decidir tornar a Londres.
Més o menys per aquestes dates Woolfson va començar a tenir la idea de crear un àlbum inspirat en l'obra d'Edgar Allan Poe. Va escriure part del material que una dècada després formaria part del primer àlbum de The Alan Parsons Project i, inclús, en va gravar algunes demos amb el guitarrista del grup The Tremeloes, Rick Westwood. Eric va pagar les gravacions però no estava del tot convençut amb el resultat final i va decidir aparcar el tema.
Com que ser l'autor de cançons per altres grups no li era suficientment rendible, va decidir passar-se a la producció. Els seus dos primers clients van ser Carl Douglas que acabava d'obtenir un gran èxit al Regne Unit amb la cançó Kung Fu Fighting i Alan Parsons, un productor que tot just havia conegut als Abbey Road Studios. Parsons feia poc que havia decidit ser productor i amb l'ajuda d'Eric Woolfson van produir dos números 1 de la llista britànica amb els grups Pilot i Cockney Rebel. També van tenir un bon èxit amb el cantant John Miles i el músic Al Stewart.
Aleshores, el 1975, Eric Woolfson va decidir mostrar a Alan Parsons el material que havia escrit sobre Edgar Allan Poe i aprofitar el seu talent com a enginyer de so per millorar els cançons que havia escrit. La idea que tenia al cap Woolfson, com diu ell mateix, era la d'adoptar un paper similar al que Stanley Kubrick exercia en els rodatges de les seves pel·lícules, on el director és més important que els actors que les interpreten. Woolfson seria el «director», fent la música i les lletres i Alan Parsons seria «l'actor», en interpretar la música de Woolfson i en donar-li el seu toc especial. L'àlbum Tales of Mystery and Imagination vaveure finalment la llum el 1976, al mateix moment que oficialment naixia el grup The Alan Parsons Project.
Posteriorment el tàndem Woolfson-Parsons va compondre nou projectes més, entre els quals cal destacar I Robot (1977), Eye in the Sky (1982) i Ammonia Avenue (1984). Tots ells escrits per Eric Woolfson.
Després dels deu àlbums, Woolfson volia definitivament dedicar-se al musical. Un primer intent, basat en el psicoanalista Sigmund Freud, va ser titulat Freudiana. Woolfson es va inspirar en els llibres sobre Freud que la seva dona, que estudiava psicologia, deixava per la casa. Aquest musical va ser estrenat a l'històric teatre An Der Wien. Per desgràcia, el productor de Freudiana i Woolfson van mantenir un dur contenciós legal pel domini de l'obra i com que Brian Brolly, el productor, va guanyar el litigi, Woolfson va declarar-se en bancarrota.
Tot i això, l'èxit de Freudiana va ser una empenta per Woolfson que es va decidir a escriure, el 1993, un segon musical, aquest cop sobre l'arquitecte català Antoni Gaudí. Aquesta obra va estrenada a Aquisgrà (1994) i interpretada a Alsdorf (1995) i Colònia (1996). Quasi mig milió de persones van anar a veure Gaudi: Erlebniswelt Der Phantasie.
Per al següent musical, Gambler, Eric Woolfson va recuperar les seves experiències quan vivia a Montecarlo. La majoria de les cançons de The Turn Of A Friendly Card van ser incloses en l'obra («Turn Of A Friendly Card», «Snake Eyes», «Games People Play» i «Time»). L'obra va ser estrenada a Mönchengladbach (1996) i s'ha reproduït sis vegades a Corea i dues al Japó (2002 i 2005).
El 2003 Eric Woolfson va escriure el seu últim disc d'estudi. Va recuperar part de les idees que encara tenia sobre Edgar Allan Poe i en va escriure la segona part, titulada Poe: More Tales Of Mystery And Imagination. El disc va ser gravat, de nou, als mítics estudis Abbey Road. Finalment, el 2007 va escriure, conjuntament amb Ariel Dorfman, el musical Dancing With Shadows, una obra que es va estrenar a Àsia.
Woolfson va ser membre i militant actiu del partit britànic Social Democratic Party (SDP). Va viure els últims anys a Londres amb la seva dona Hazel amb qui es va casar el 1969. Woolfson va tenit dues filles, Sally i Lorna, i dos nets, Toby i Amelie.
El dia 2 de desembre de 2009, després d'una llarga lluita contra un càncer de ronyó, Eric va morir a l'edat de 64 anys.

## Treballs
- 1990 Freudiana
- 1991 Black Freudiana (German Original Cast Musical Soundtrack)
- 1996 Gaudi (Musical)
- 1997 Gambler (Das Geheimnis Der Karten)
- 2003 Poe: More Tales of Mystery and Imagination Arxivat 2007-10-06 a Wayback Machine.